# Pheidoliphila bifida
Pheidoliphila bifida är en skalbaggsart som beskrevs av Dégallier och Michael S. Caterino 2005. Pheidoliphila bifida ingår i släktet Pheidoliphila och familjen stumpbaggar. Inga underarter finns listade i Catalogue of Life.